# Pastore

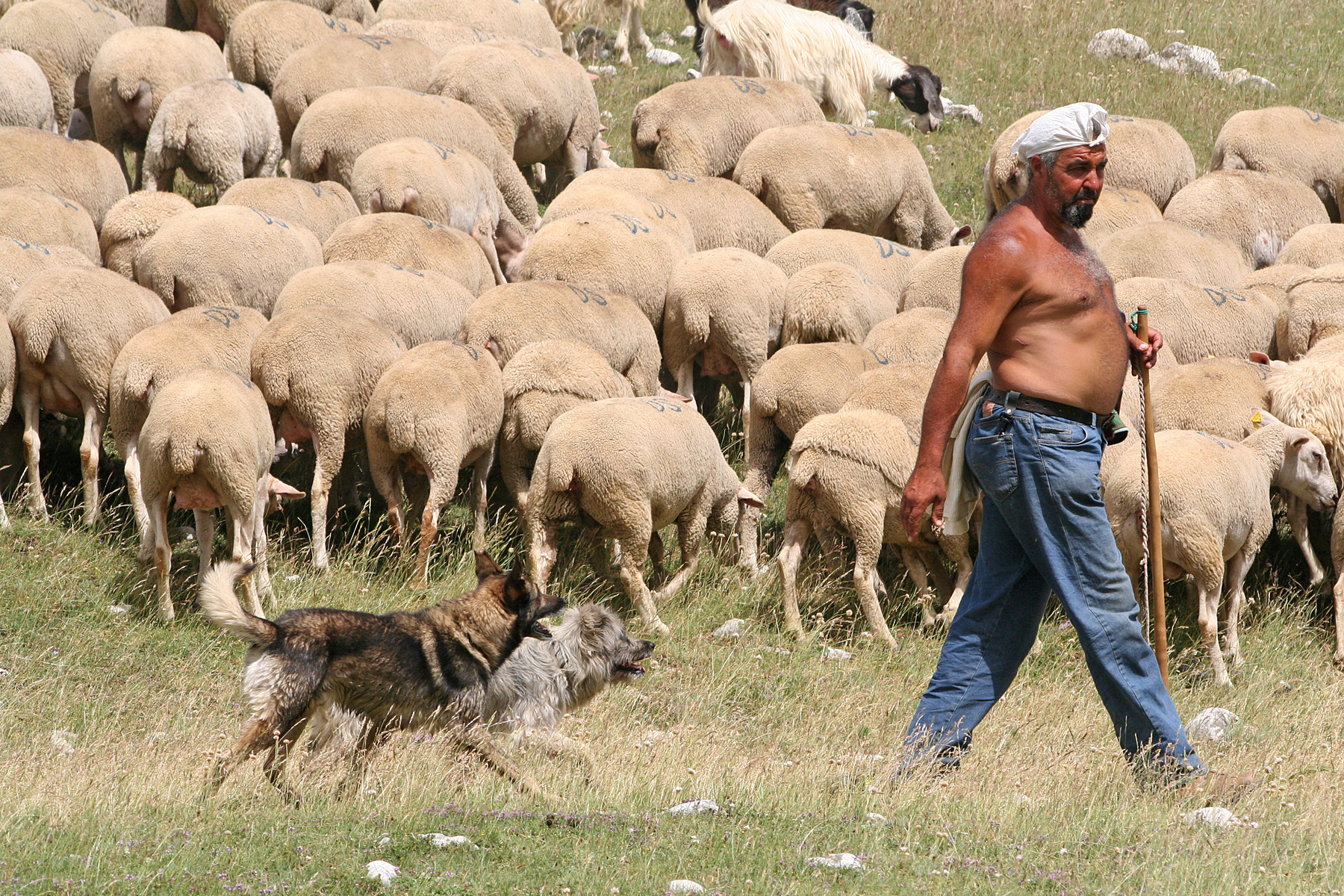
Un pastore con il suo gregge.

Il pastore in senso più proprio è colui che si occupa di custodire il bestiame, generalmente un gregge di ovini.

## Storia

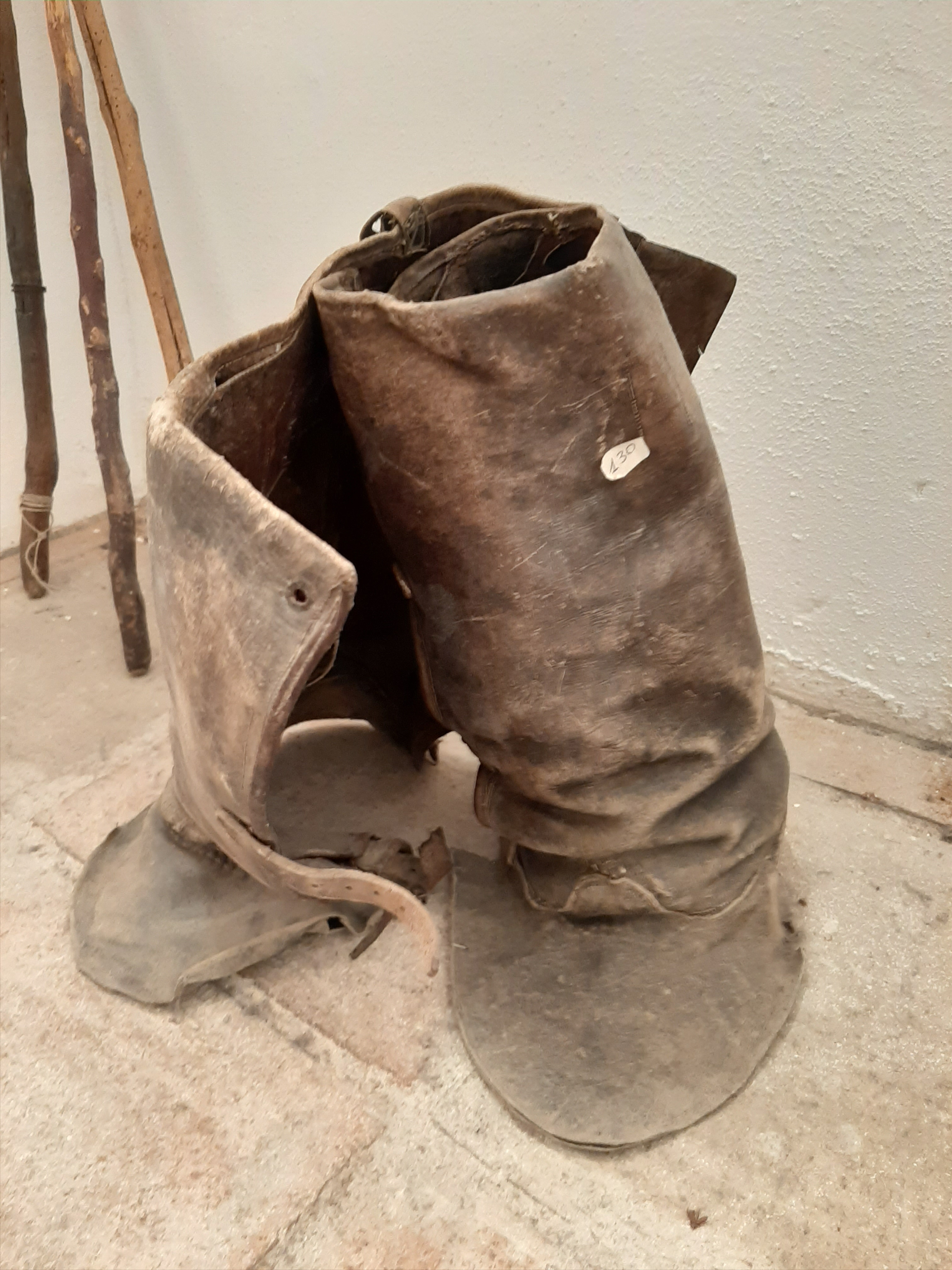
Antico indumento da pastore in Sicilia, usato per coprire gli scarponi (Museo civico Nicola Barbato, Piana degli Albanesi).

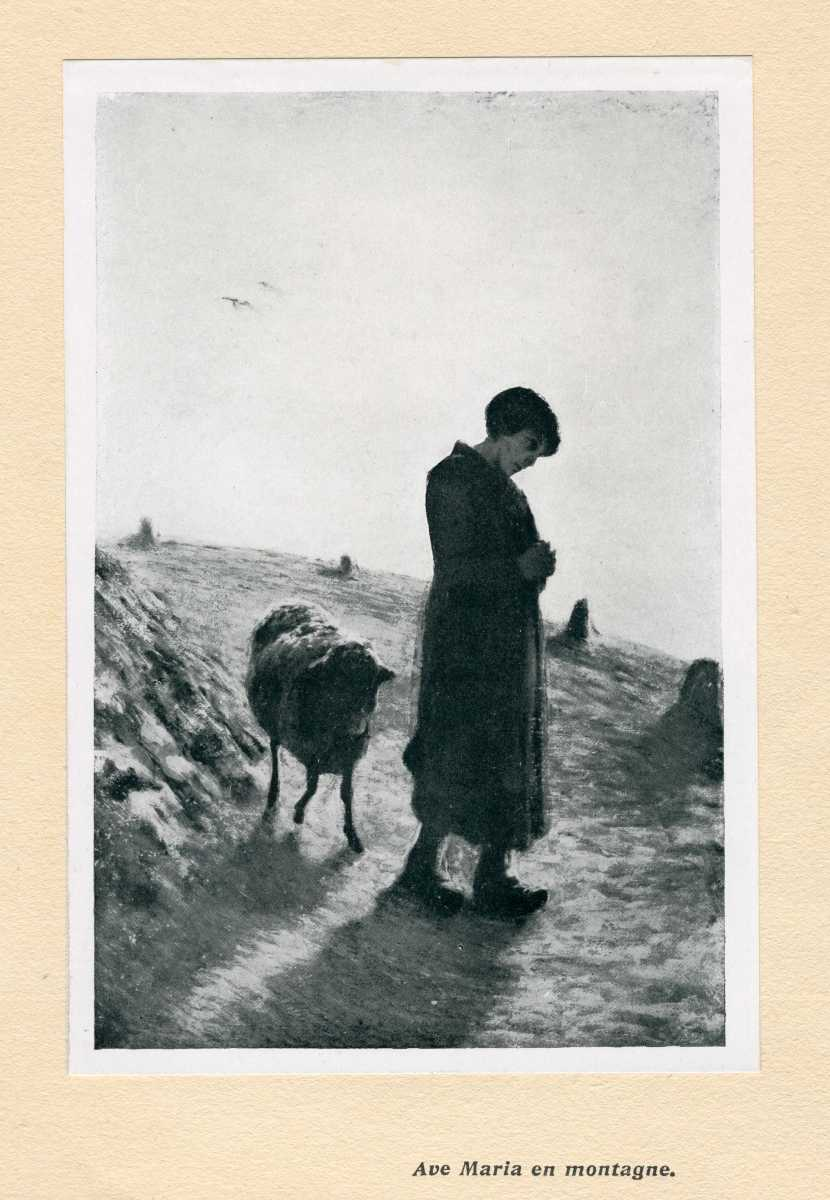
Giovanni Segantini - Pastorella con pecora.

La pastorizia è una delle più antiche professioni esistenti, con le sue prime attestazioni nell'Anatolia nel 4000 a.C. circa. In passato allevavano principalmente le pecore perché erano fonte di carne, latte e lana. La pastorizia è diffusa in tutta l'Eurasia.
Col passare del tempo, assieme alle pecore sono stati integrati maiali e galline, poiché risultavano facili da gestire. Per mantenere una grande gregge, le pecore dovevano muoversi di pascolo in pascolo. Per risolvere questo problema, col tempo alla professione di pastore si è aggiunta quella di agricoltore.
Tra i doveri del pastore c'è quello di mantenere il loro gregge intatto e protetto dai predatori, quali lupi e volpi. Deve, inoltre, controllare il momento migliore per tosare e mettere sul mercato la lana e mungere spesso gli animali, in modo da ricavare il latte. Alcuni pastori, col latte ricavato, producono alcuni derivati, tra cui il formaggio.
Particolarmente nel passato, i pastori erano una parte importante dell'economia. Diversamente da altri allevatori e agricoltori, alcuni pastori si occupavano anche dei greggi altrui ed erano salariati. In alcune società i pastori erano uomini non sposati, giovani che volevano evitare il servizio di leva o figli di agricoltori che non avevano ricevuto nulla in eredità. In altre, invece, per ogni famiglia c'era un pastore, un giovane o un anziano che non avrebbero potuto svolgere lavori più duri.
In alcuni casi i pastori si riunivano in gruppi fondendo i loro greggi e dividendosi le responsabilità. In queste comunità molti dovevano vivere in piccole baracche. La pastorizia si sviluppò solo in determinate zone. Nelle pianure e nelle valli dei fiumi era molto più conveniente far crescere il grano, perciò l'allevamento delle pecore si spostò in zone rocciose.

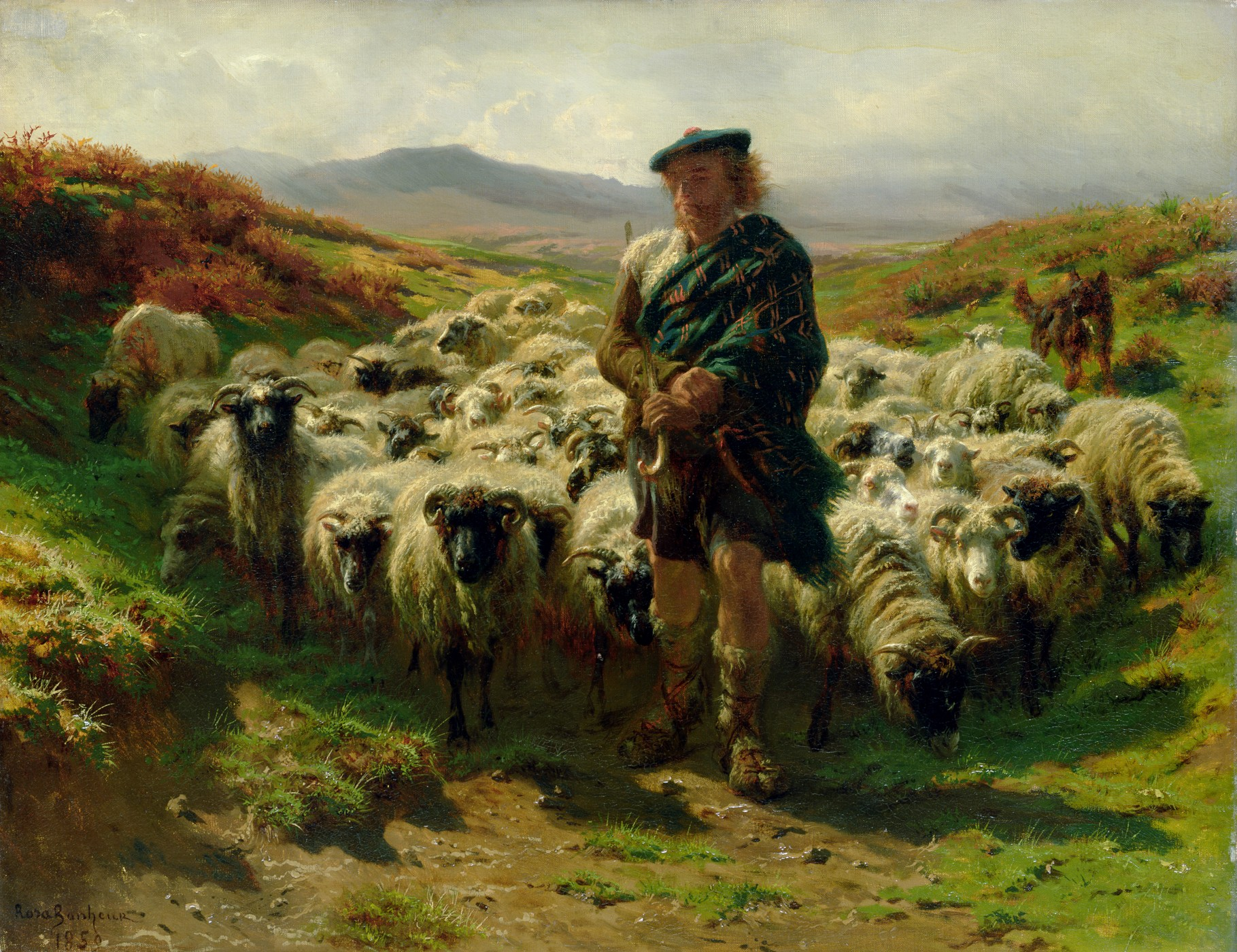
Rosa Bonheur, The Highland Shepherd ("il pastore delle Highland"), 1859.

L'importanza e la diffusione della pastorizia nell'antichità è testimoniato anche dalle frequenti apparizioni di pastori in miti e favole, come Batto o Pan.
Prima dell'inizio dell'età moderna, la pastorizia era concentrata principalmente nella Palestina, in Grecia, nei Pirenei e nella Scozia. Ma anche nel resto del mondo è sempre stata praticata, per esempio soprattutto in Sardegna.

### Età moderna
Nell'età moderna la pastorizia è cambiata drasticamente. L'abolizione delle terre comuni in Europa, nel XVIII e XIX secolo, ha trasformato i pastori da nomadi indipendenti ad impiegati. L'espansione europea ha portato le pecore in tutto il mondo e la pastorizia è divenuta particolarmente importante in Australia ed in Nuova Zelanda.
Gli stipendi sono superiori a quelli del passato e mantenere un pastore in casa propria, in modo che badi sempre agli animali, può essere molto costoso. Inoltre, l'eliminazione di molti predatori in tutto il mondo ha diminuito l'esigenza dei pastori. In paesi come la Gran Bretagna le pecore vengono lasciate sole per lunghi periodi di tempo. Le razze più produttive possono essere lasciate nei campi ed essere spostate periodicamente verso il pascolo, altre invece possono essere lasciate sulle colline. Vi è bisogno di un pastore solo per occasioni come il parto e la tosatura.